# Babel (herb szlachecki)
Babel – polski herb szlachecki nadany w zaborze austriackim.

## Opis herbu
W źródłach istnieją rozbieżności co do wyglądu tego herbu.
- Tadeusz Gajl, za Sławomirem Górzyńskim, który z kolei posiłkował się oryginalnym dokumentem nobilitacyjnym, podaje następujący wizerunek: W pas. W polu srebrnym księga zamknięta w oprawie czarnej. W polu błękitnym wieża srebrna. Klejnot: wieża srebrna. Labry z prawej czarne, podbite srebrem, z lewej błękitne, podbite srebrem.
- Encyklopedia Powszechna Orgelbranda podaje inną wersję: W polu błękitnym wieża srebrna i oparta o nią księga w oprawie czarnej. Klejnot: trzy strusie pióra.
- Według Juliusza Karola Ostrowskiego herb wygląda jeszcze inaczej. W pas. W polu srebrnym zamknięta księga o oprawie czarnej. W polu błękitnym wieża srebrna. Klejnot: księga na wieży.

herb Babel według Ostrowskiego
herb Babel według encyklopedii Orgelbranda

## Najwcześniejsze wzmianki
Nadany w 1793 Florianowi Babelowi przez Franciszka II nobilitacją galicyjską wraz z przydomkiem von Fronsberg. Motyw wieży nawiązuje do nazwiska nobilitowanego, stanowi więc godło mówiące.

## Herbowni
Babel, Fronsberg.
Znani herbowni:
Hugon Babel
Franciszek Babel de Fronsberg
Władysław Babel de Fronsberg